# سیمین‌مرغ
سیمین‌مرغ (نام علمی: Empidornis semipartitus) نام یک گونه از تیره مگس‌گیران است.